# Birnamwood (Wisconsin)
Birnamwood – miasto w Stanach Zjednoczonych, w stanie Wisconsin, w hrabstwie Shawano.